# Coast Entertainment
Coast Entertainment (ehemals Ardent Leisure und Macquarie Leisure Trust) ist ein in Australien ansässiger Freizeitpark-Betreiber, der ein Portfolio von über 100 Anlagen in Australien, Neuseeland und den Vereinigten Staaten besitzt und betreibt und vor allem für den Betrieb der Themenparks Dreamworld und des Wasserparks WhiteWater World an der Gold Coast in Queensland, Australien, bekannt ist.

## Geschichte

### Macquarie Leisure Trust (1998–2009)
Coast Entertainment wurde 1998 als Macquarie Leisure Trust gegründet, ein börsennotierter Trust, der von Macquarie Leisure Operations, einer Tochtergesellschaft der Macquarie Bank, verwaltet wurde. Der Trust erwarb im selben Jahr den bestehenden Freizeitpark Dreamworld. Später kaufte er d'Albora Marinas, einen Anbieter von Liegeplätzen und Marina-Einrichtungen.
Im Januar 2004 erweiterte Macquarie Leisure sein Geschäft durch die Übernahme der Cabarita Point Marina für d'Albora Marinas. Im selben Jahr übernahm das Unternehmen das australische Geschäft von AMF Bowling. 2006 gab es die Übernahme des texanischen Betreibers von Familienunterhaltungszentren, Main Event Entertainment, bekannt und eröffnete zudem WhiteWater World, einen neuen Wasserpark an der Goldküste.
2007 gab Macquarie Leisure die Übernahme von Goodlife Health Clubs bekannt, einem Betreiber von Fitnessclubs in Queensland, Victoria und New South Wales.

### Ardent Leisure (2009–2023)
Im August 2009 wurde die Verwaltung des Macquarie Leisure Trusts internalisiert, und der Trust wurde in Ardent Leisure Group umbenannt, womit die Verbindung zur Macquarie Group beendet wurde. Im November desselben Jahres erwarb Ardent Leisure das QDeck-Aussichtsdeck.
Im April 2015 wurde Deborah Thomas, ehemalige Chefredakteurin von Cleo und anderen Magazinen, zur CEO von Ardent Leisure ernannt. Am 9. Juni 2017 wurde sie durch Simon Kelly ersetzt, der als CEO und Geschäftsführer übernommen wurde.
Im August 2016 verkaufte Ardent Leisure das Goodlife Health Clubs-Geschäft an Quadrant Private Equity. Im Dezember desselben Jahres wurde die d'Albora Marinas-Sparte an ein Joint Venture von Goldman Sachs und Balmain Corporation verkauft. Im Dezember 2017 veräußerte Ardent Leisure seine australischen Bowling- und Arcade-Geschäfte (AMF, Kingpin und Playtime) an The Entertainment and Education Group.
Im Juni 2020 erwarb RedBird Capital Partners einen Anteil von 24,2 % an Main Event. Am 6. April 2022 gab der Wettbewerber Dave & Buster's die vollständige Übernahme von Main Event von Ardent und RedBird bekannt. Der ehemalige CEO von Main Event, Chris Morris, wurde als CEO von Dave & Buster’s übernommen.

### Coast Entertainment (2023–jetzt)
Im Dezember 2023 änderte Ardent Leisure seinen Namen in Coast Entertainment Holdings.

## Portfolio
Ardent Leisure besitzt und betreibt Themenpark und Touristenattraktionen in Australien und Neuseeland.

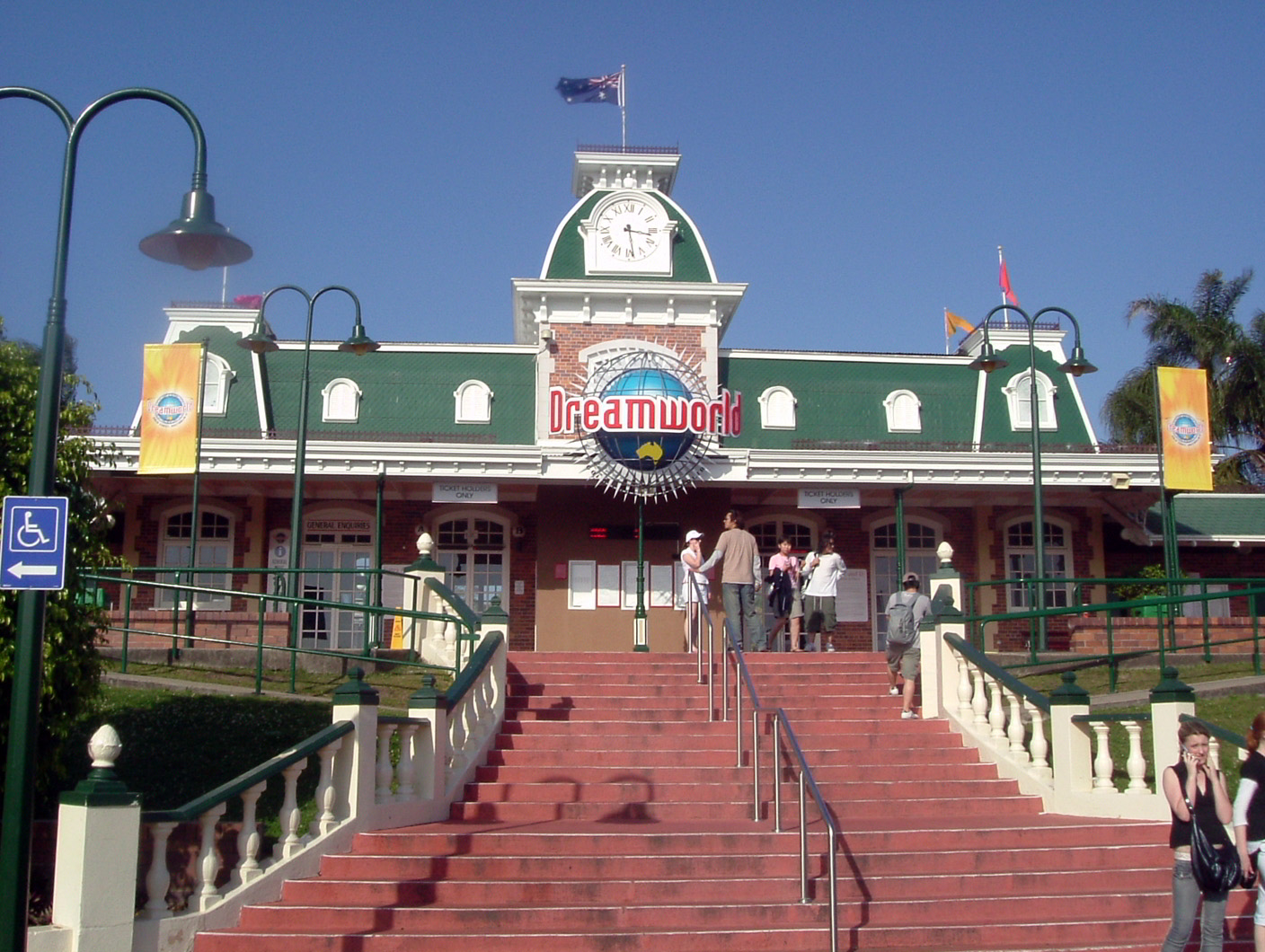
Eingang zu Dreamworld

### Dreamworld
Ardent Leisure war ursprünglich das Unternehmen, das den Freizeitpark Dreamworld an der Goldküste besaß und betrieb. Dreamworld wurde im Juli 1998 – nur einen Monat nach seiner Gründung – übernommen. Der Themenpark bietet über 30 Fahrgeschäfte, Shows und Attraktionen auf einer Fläche von 30 Hektar.

### WhiteWater World
Im Dezember 2006 wurde ein an Dreamworld angrenzender Wasserpark eröffnet. WhiteWater World bietet 14 verschiedene Wasserattraktionen, darunter einige australische Premieren.

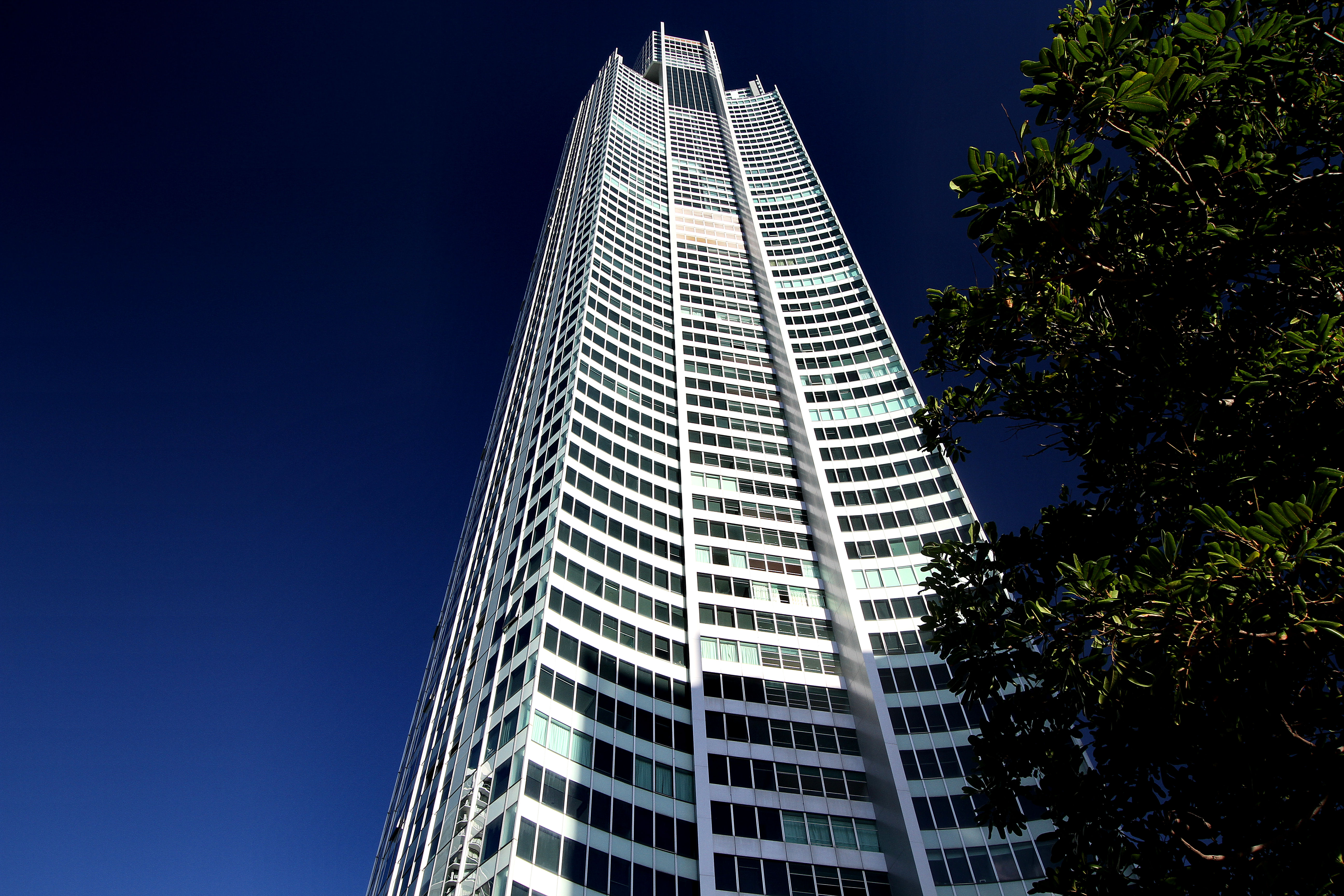
Skypoint Observation Deck

### SkyPoint Observation Deck
SkyPoint (früher Q1 Observation Deck und QDeck) ist eine Aussichtsplattform, die sich 230 Meter über dem Boden an der Spitze des Q1 an der Gold Coast, Australien, befindet.

## Ehemaliges Portfolio

### Main Event Entertainment
Main Event Entertainment ist eine US-amerikanische Freizeitkette mit Indoor-Unterhaltungseinrichtungen wie Bowling, Laser-Tag, Arcade-Spielen, Mini-Golf, Go-Karting und mehr. Zuvor im Besitz von Ardent Leisure, wurde Main Event Entertainment im September 2021 von Dave & Buster's für 835 Millionen US-Dollar erworben.